# ザ・ゴール2
『ザ・ゴール2 - 思考プロセス』は、イスラエルの物理学者エリヤフ・ゴールドラットが著述し、1994年に出版されたビジネス小説。
前作では製造業向けに工場レベルでの「制約条件の理論（TOC：Theory of Constraints）」を読みやすい小説仕立てで説明していたが、本作では「機械製造業」「印刷業」「化粧品製造業」の3社に枠を広げて、企業レベルでの実践的なTOC理論を解説している。
さらに、「現状ツリー」「未来現実ツリー」などのTOC理論における思考プロセスを元にした問題解決の方法を、わかりやすく読者に説明している。この思考プロセスにおいては、『すべての問題点を挙げていき、相関関係をハッキリさせることで根本原因を見つけ、それを排除することに注力する』ことを推奨している。

## あらすじ
プロローグ
前作から10年後、ユニコ社の工場長をしていたアレックスは、前作における工場の立て直しが高く評価されて「ユニウェア部門本部長」に抜擢された後、さらに出世を続けて「多角事業グループ担当副社長」となり、初めての取締役会に出席していた。
しかし、これまで多角化を推進してきたユニコ社は、株価下落に伴い「コア・ビジネス集中」という経営方針の転換に迫られる。それにより、多角事業部で買収していた機器メーカーの「プレッシャースチーム」、化粧品会社の「アイ・コスメティックス」、印刷会社の「ダイナ印刷」の3社を売却する決議が、3人の社外取締役たちにより出されて可決されてしまう。
アレックスは自身が心血を注いでプロジェクトに携わり、買収時には大赤字であった3社をわずか1年で立て直し、今後も業績を上げていけると考えていた。そのため、決議では売却にただ一人反対したアレックスであったが、このままだと3社売却後には責任を取らされて、これまで築いてきた自身のキャリアが終わってしまう。アレックスはアシスタントのダンと共に、売却までの3ヶ月あまりの期間を使って、3社の更なる経営状況の改善をすることを迫られる。
思考プロセスによる問題解決
そんな中、思春期を迎えた愛娘と息子たちとの親子間の問題が、アレックスを悩ませる。だが、以前に恩師ジョナから教えてもらった《TOC理論の思考プロセス》の一つ『現状ツリー』により、親子同士で言い争うのではなく「トラブルに対して親子で立ち向かう形」をとって円満に解決したアレックスは、この問題解決の方法を企業問題に適用できないかと考えていく。
アレックスは、これまで「工場レベル」でしか活用してこなかったTOC理論を「企業レベル」に適用し、さらには問題解決のための思考プロセスを「取引会社の問題解決」にも活用することで圧倒的な利益倍増を実現して、この難問を乗り越えようとする。
ダイナ印刷の場合
ダイナ印刷では、菓子袋印刷の事業で問題を抱えていた。利益を上げるには『大きいボリュームの仕事』が必要だが、今の印刷機ではコストに合わず最新鋭の印刷機が必要であり、莫大な購入費がネックになる。逆に、菓子袋事業から撤退すれば利益は増えるが、減価償却の終わっていない印刷機の価値がなくなり資産ベースの会社価値が下がってしまうのだ。
アレックスは、頻繁に袋デザインを変更する菓子袋の特性に目を付け、「在庫の廃棄ロスによるキャッシュフローに苦しむクライアント」に対して、在庫が無駄になる可能性を踏まえて一度に発注する量を減らして注文すると単価が安くなる根拠を提示して営業をすれば、少量の菓子袋印刷にも勝機があることを見出す。
しかし、営業スタッフが解決策をうまく顧客に伝えられず、思わぬ苦戦をしてしまう。そこで、『移行ツリー』を顧客に見せながら「現状の問題の構造」を説明した上で、問題の解決策として「新しい取引条件」を示した。さらに、自社のネガティブ・ブランチを顧客に見せたことで、信頼感を高めて契約を取ることが出来るようになった。
アイ・コスメティックスの場合
アイ・コスメティックスでは、流通システムを改善することで在庫を半減させることに成功していたが、それにより会計上は利益が減ってしまっていた。また、顧客である販売店はディスカウントのため在庫を大量に置いておく必要があり、金融機関からの借り入れにより利益が目減りするという問題を抱えていた。
そこで、「販売店への商品補充を1日単位で行う」ことで販売店の不満を解消しようとする。しかしその場合、いつでも商品補充できるために販売店は在庫量を減らしてしまうため、長期的には売上が30%上がるものの短期的に売上が落ちるデメリットがあった。
そこで純然たる委託販売にしつつ、「自社製品の陳列スペースの確保」を委託販売の条件にすることで解決する。それにより支払い待ちの売掛金が大幅に減少して、大量のキャッシュが浮かすことに成功するのだった。
プレッシャースチームの場合
プレッシャースチームでは、高圧蒸気の設備やスペアパーツを顧客に提供していたが、競合他社との価格競争が厳しく、競合他社が真似できない「差別化」が求められていた。そこでアレックスは社員たちから意見を求め、「高圧蒸気の施設ごと委託販売する」という画期的なアイデアを得る。
設備・スペアパーツ・保守人員などを自社で丸抱えすることで、顧客のコストは半額以下となり、固定料金とエネルギー使用量に応じた金額を毎月支払うだけで良くなるのだ。他社に真似されないよう、トラブルに迅速に対応したり、蒸気に不具合があった際にはペナルティー料を支払うなどの対策も考えた。
エピローグ
最終的に、アイ・コスメティックスとダイナ印刷の2社は、当初に見積もられていた金額の数倍もの値段で、他社に売却されることになった。単なる売却やリストラでもなく、「解決策のビジネスモデル込み」での好条件での売却であり、2社の社長は続投することになり従業員の雇用も守られた。
その中で、プレッシャースチームのみが売却されずにユニコ社に残されることとなった。2社の売却益だけで格付け改善に充分だったこと、プレッシャースチームを買えるだけの競合他社が見つからないこと、ユニコ社グループ内に『手本となるモデル』を残す必要があることなどが理由だった。
ユニコ社の会長や社外取締役たちの前で、アレックスは未来のユニコ社について雄弁に語り、『お金を儲け続けて「株主」「従業員」「市場」のすべてを同時に満足させることこそ、企業にとってのゴールである』と断言する。それを聞いた会長は、アレックスに自身のCEO職を譲るのであった。

## 用語一覧

### 現象
UDE（好ましくない現象）
企業などにおける様々な問題の多くは、『コアとなる問題』から派生している現象に過ぎないとされ、TOC理論においてはそれらを『UDE』(Undesirable Effects) と呼ぶ。
たくさんのUDEを個別に対処して消したとしても、また問題が再発したり、別のUDEが出現する可能性が高い。そのため、たくさんのUDEを一つずつ消そうとするよりも『コアとなる問題』に集中して取り組むほうが効果的であり、多くのUDEをまとめて解決するだけでなく問題の再発を防ぐことができるとされる。
DE（好ましい現象）
UDEとは逆に、問題が解消された理想的な状態を指す。

### ツリー
現状ツリー
企業などの問題点 (UDE) を付箋紙などに書いて、それらの原因と結果の因果関係を矢印でツリー状に結び付けていき、コアとなる問題点を見つけるための解決方法。正しい現状ツリーを作れば『問題の全体像』がわかり、『何を変えるべきか』が明確にわかるようになる。
UDEの多くは「現象」に過ぎず、現状ツリーを正しく構築することができれば、全てのUDEの根本原因がわずか一つか二つの『コアとなる問題』にあることが明らかになる。
未来現実ツリー
現状ツリーにより『コアとなる問題』を解決した場合、たいてい市場の流れが一変して、競合他社も含めた『新しい市場』が出現する。その新しい市場において、『明るい未来』になるように前もって思考するためのツールを、TOC理論では『未来現実ツリー』と呼ぶ。
現状ツリーを作る時に挙げたUDEを逆手にとって、DEを繋げてツリー状に図式化していき、明るい未来をどう創造するのか、『何に変えるか』を考えるために使うツールとされる。
移行ツリー
現在から未来に向かって実行していく手順を考えるためのツリー。「現実の問題」からスタートして、「現実に対する希望や要望」について対応できる「解決策となる行動」を考えていく。
前提条件ツリー
前提条件ツリーは、目標を達成するために必要な『中間目標』をハッキリさせるためのツリーである。
まず、目標を達成しようとするとき、思いつくだけの『障害』を書き出す。次にその障害をかわせる中間目標をそれぞれ考える。現在から中間目標をたどり目標まで論理的につなげることで、障害をかわして中間目標を達成する手順を考えていく……というステップを踏んでいく。

## 登場人物

### 主要人物
アレックス・ロゴ
主人公。前作ではユニコ社の元工場長だったが、そこでの業務改善が認められて「部門本部長」に昇格。その後も順調に出世を続けて「多角事業グループ担当副社長」となり、本作では初めて取締役会に出席することになった。
妻ジュリー (Julie)、息子デイブ (Dave)、娘シャロン (Sharon) がいる。妻とは良好な関係だが、思春期の子供たちとの親子関係が悩みの種となっている。
ジョナ
アレックスの大学時代の恩師で物理学者。
ドン
アレックスのアシスタント。

### ユニコ社の関連会社
ピート
ユニコ社 多角事業グループ傘下の印刷会社社長。
ボブ・ドノバン
ユニコ社 多角事業グループ傘下のアイコスメティックス社社長。
ステーシー・ポタゼニック
ユニコ社 多角事業グループ傘下のプレッシャースチーム社社長。

### ユニコ社幹部
グランビー
ユニコ社 会長。
ビル・ピーチ
ユニコ社 副社長。
ヒルトン・スミス
ユニコ社 副社長。
ジム・ダウディー
ユニコ社 社外取締役（株主代表）。
ブランドン・トールマン
ユニコ社 社外取締役（株主代表）。

## 日本語版
日本語版は三本木亮による翻訳で2002年にダイヤモンド社から出版された。

### 漫画
2014年に出版された前作に引き続き、2016年に監修:岸良裕司、脚色:青木健生、作画:蒼田山で、舞台設定を架空の日本企業に置き換えた「ザ・ゴール2 コミック版」が出版されている。